# Pisa Sporting Club 2025-2026
Questa voce raccoglie le informazioni riguardanti il Pisa nelle competizioni ufficiali della stagione 2025-2026.

## Stagione
Nonostante la promozione in Serie A e un contratto ancora in vigore, l'allenatore Filippo Ingaghi decide di non continuare l'esperienza con i nerazzurri approdando al Palermo. Il 26 giugno 2025 il Pisa annuncia l’ingaggio di Alberto Gilardino come nuovo tecnico, con un contratto biennale.
La stagione inizia col ritiro della squadra neopromossa a Morgex il 17 luglio.

## Divise e sponsor
Il fornitore di materiale è Adidas, mentre gli sponsor sono Celtiar.
| Casa | Trasferta | Trasferta |

## Rosa
Aggiornata al 17 agosto 2025
| N. |                       | Ruolo | Calciatore            |
| -- | --------------------- | ----- | --------------------- |
| 1  | Croazia (bandiera)    | P     | Adrian Šemper         |
| 3  | Italia (bandiera)     | D     | Samuele Angori        |
| 4  | Italia (bandiera)     | D     | Antonio Caracciolo () |
| 5  | Italia (bandiera)     | D     | Simone Canestrelli    |
| 6  | Romania (bandiera)    | C     | Marius Marin          |
| 7  | Algeria (bandiera)    | C     | Mehdi Léris           |
| 8  | Danimarca (bandiera)  | C     | Malthe Højholt        |
| 9  | Danimarca (bandiera)  | A     | Henrik Meister        |
| 10 | Francia (bandiera)    | C     | Matteo Tramoni        |
| 11 | Colombia (bandiera)   | C     | Juan Cuadrado         |
| 12 | Brasile (bandiera)    | P     | Nicolas               |
| 14 | Nigeria (bandiera)    | C     | Ebenezer Akinsanmiro  |
| 15 | Germania (bandiera)   | C     | Idrissa Touré         |
| 16 | Rep. Ceca (bandiera)  | C     | Louis Buffon          |
| 18 | Angola (bandiera)     | A     | M'Bala Nzola          |
| 19 | Portogallo (bandiera) | D     | Tomás Esteves         |
| 20 | Svizzera (bandiera)   | C     | Michel Aebischer      |
| 21 | Turchia (bandiera)    | C     | İsak Vural            |
| 22 | Italia (bandiera)     | P     | Simone Scuffet        |

| N. |                      | Ruolo | Calciatore         |
| -- | -------------------- | ----- | ------------------ |
| 32 | Italia (bandiera)    | A     | Stefano Moreo      |
| 33 | Italia (bandiera)    | D     | Arturo Calabresi   |
| 34 | Croazia (bandiera)   | P     | Ante Vuković       |
| 36 | Italia (bandiera)    | C     | Gabriele Piccinini |
| 37 | Italia (bandiera)    | A     | Elia Giani         |
| 44 | Svizzera (bandiera)  | D     | Daniel Denoon      |
| 45 | Danimarca (bandiera) | A     | Alexander Lind     |
| 47 | Brasile (bandiera)   | D     | Mateus Lusuardi    |
| 77 | Bulgaria (bandiera)  | A     | Mert Durmush       |
|    | Italia (bandiera)    | P     | Leonardo Loria     |
|    | Italia (bandiera)    | A     | Alessandro Arena   |
|    | Italia (bandiera)    | P     | Alessandro Livieri |
|    | Italia (bandiera)    | D     | Pietro Beruatto    |
|    | Lituania (bandiera)  | A     | Edgaras Dubickas   |
|    | Italia (bandiera)    | A     | Nicholas Bonfanti  |
|    | Slovenia (bandiera)  | C     | Žan Jevšenak       |
|    | Italia (bandiera)    | D     | Francesco Coppola  |
|    | Romania (bandiera)   | D     | Adrian Rus         |
|    | Italia (bandiera)    | C     | Emanuel Vignato    |

## Risultati

### Serie A

#### Girone di andata
| Bergamo 24 agosto 2025, ore 20:45 CEST 1ª giornata | Atalanta | – referto | Pisa | Stadio Atleti Azzurri d'Italia |

| Pisa 30 agosto 2025, ore 20:45 CEST 2ª giornata | Pisa | – referto | Roma | Stadio Arena Garibaldi-Romeo Anconetani |

| Pisa 14 settembre 2025, ore 15:00 CEST 3ª giornata | Pisa | – referto | Udinese | Stadio Arena Garibaldi-Romeo Anconetani |

| Napoli 4ª giornata | Napoli | – referto | Pisa | Stadio Diego Armando Maradona |

| Pisa 5ª giornata | Pisa | – referto | Fiorentina | Stadio Arena Garibaldi-Romeo Anconetani |

| Bologna 6ª giornata | Bologna | – referto | Pisa | Stadio Renato Dall'Ara |

| Pisa 7ª giornata | Pisa | – referto | Verona | Stadio Arena Garibaldi-Romeo Anconetani |

| Milano 8ª giornata | Milan | – referto | Pisa | Stadio Giuseppe Meazza |

| Pisa 9ª giornata | Pisa | – referto | Lazio | Stadio Arena Garibaldi-Romeo Anconetani |

| Torino 10ª giornata | Torino | – referto | Pisa | Stadio Olimpico Grande Torino |

### Coppa Italia

#### Turni eliminatori
| Arbitro: | Di Marco (Ciampino) |

|                                     |                      |                                        |
| Diao Shpendi Adamo Arrigoni Bastoni | Tiri di rigore 1 – 2 | Cuadrado Touré Léris Canestrelli Nzola |

## Statistiche
Aggiornate al 20 agosto 2025

### Statistiche di squadra
| Competizione | Punti | In casa | In casa | In casa | In casa | In casa | In casa | In trasferta | In trasferta | In trasferta | In trasferta | In trasferta | In trasferta | Totale | Totale | Totale | Totale | Totale | Totale | DR |
| Competizione | Punti | G       | V       | N       | P       | Gf      | Gs      | G            | V            | N            | P            | Gf           | Gs           | G      | V      | N      | P      | Gf     | Gs     | DR |
| ------------ | ----- | ------- | ------- | ------- | ------- | ------- | ------- | ------------ | ------------ | ------------ | ------------ | ------------ | ------------ | ------ | ------ | ------ | ------ | ------ | ------ | -- |
| Serie A      |       |         |         |         |         |         |         |              |              |              |              |              |              |        |        |        |        |        |        |    |
| Coppa Italia |       |         |         |         |         |         |         | 1            | 0            | 1            | 0            | 0            | 0            | 1      | 0      | 1      | 0      | 0      | 0      | 0  |
| Totale       |       |         |         |         |         |         |         | 1            | 0            | 1            | 0            | 0            | 0            | 1      | 0      | 1      | 0      | 0      | 0      | 0  |

### Andamento in campionato
| Giornata  | 1 | 2 | 3 | 4 | 5 | 6 | 7 | 8 | 9 | 10 | 11 | 12 | 13 | 14 | 15 | 16 | 17 | 18 | 19 | 20 | 21 | 22 | 23 | 24 | 25 | 26 | 27 | 28 | 29 | 30 | 31 | 32 | 33 | 34 | 35 | 36 | 37 | 38 |
| --------- | - | - | - | - | - | - | - | - | - | -- | -- | -- | -- | -- | -- | -- | -- | -- | -- | -- | -- | -- | -- | -- | -- | -- | -- | -- | -- | -- | -- | -- | -- | -- | -- | -- | -- | -- |
| Luogo     |   |   |   |   |   |   |   |   |   |    |    |    |    |    |    |    |    |    |    |    |    |    |    |    |    |    |    |    |    |    |    |    |    |    |    |    |    |    |
| Risultato |   |   |   |   |   |   |   |   |   |    |    |    |    |    |    |    |    |    |    |    |    |    |    |    |    |    |    |    |    |    |    |    |    |    |    |    |    |    |
| Posizione |   |   |   |   |   |   |   |   |   |    |    |    |    |    |    |    |    |    |    |    |    |    |    |    |    |    |    |    |    |    |    |    |    |    |    |    |    |    |

Fonte:  Serie A TIM – Classifica, su legaseriea.it, Lega Serie A.
Legenda:

Luogo: C = Casa; T = Trasferta. Risultato: V = Vittoria; N = Pareggio; P = Sconfitta.

### Statistiche dei giocatori
| Giocatore      | Serie A  | Serie A | Serie A     | Serie A    | Coppa Italia | Coppa Italia | Coppa Italia | Coppa Italia | Totale   | Totale | Totale      | Totale     |
| Giocatore      | Presenze | Reti    | Ammonizioni | Espulsioni | Presenze     | Reti         | Ammonizioni  | Espulsioni   | Presenze | Reti   | Ammonizioni | Espulsioni |
| -------------- | -------- | ------- | ----------- | ---------- | ------------ | ------------ | ------------ | ------------ | -------- | ------ | ----------- | ---------- |
| M. Aebischer   | 0        | 0       | 0           | 0          | 1            | 0            | 0            | 0            | 1        | 0      | 0           | 0          |
| E. Akinsanmiro | 0        | 0       | 0           | 0          | 1            | 0            | 0            | 0            | 1        | 0      | 0           | 0          |
| S. Angori      | 0        | 0       | 0           | 0          | 1            | 0            | 0            | 0            | 1        | 0      | 0           | 0          |
| A. Calabresi   | 0        | 0       | 0           | 0          | 1            | 0            | 0            | 0            | 1        | 0      | 0           | 0          |
| A. Caracciolo  | 0        | 0       | 0           | 0          | 1            | 0            | 0            | 0            | 1        | 0      | 0           | 0          |
| S. Canestrelli | 0        | 0       | 0           | 0          | 1            | 0            | 0            | 0            | 1        | 0      | 0           | 0          |
| J. Cuadrado    | 0        | 0       | 0           | 0          | 1            | 0            | 0            | 0            | 1        | 0      | 0           | 0          |
| M. Højholt     | 0        | 0       | 0           | 0          | 1            | 0            | 0            | 0            | 1        | 0      | 0           | 0          |
| M. Léris       | 0        | 0       | 0           | 0          | 1            | 0            | 0            | 0            | 1        | 0      | 0           | 0          |
| A. Lind        | 0        | 0       | 0           | 0          | 1            | 0            | 0            | 0            | 1        | 0      | 0           | 0          |
| M. Marin       | 0        | 0       | 0           | 0          | 1            | 0            | 1            | 0            | 1        | 0      | 1           | 0          |
| S. Moreo       | 0        | 0       | 0           | 0          | 1            | 0            | 0            | 0            | 1        | 0      | 0           | 0          |
| M. Nzola       | 0        | 0       | 0           | 0          | 1            | 0            | 1            | 0            | 1        | 0      | 1           | 0          |
| A. Šemper      | 0        | -0      | 0           | 0          | 1            | -0           | 0            | 0            | 1        | -0     | 0           | 0          |
| I. Touré       | 0        | 0       | 0           | 0          | 1            | 0            | 0            | 0            | 1        | 0      | 0           | 0          |
| M. Tramoni     | 0        | 0       | 0           | 0          | 1            | 0            | 1            | 0            | 1        | 0      | 1           | 0          |

### Fonti
1. ↑   Ufficiale l'addio di Inzaghi: entro San Ranieri l'annuncio del nuovo tecnico, su PisaToday, 13 giugno 2025. URL consultato il 10 agosto 2025.
2. ↑   Gilardino 'subito simbiosi con Pisa, ora vogliamo restare in A' - Calcio - Ansa.it, su Agenzia ANSA, 20 luglio 2025. URL consultato il 10 agosto 2025.
3. ↑   Inizia ufficialmente la stagione con il ritiro di Morgex: Scuffet e Nicolas blindano la porta, su PisaToday, 17 luglio 2025. URL consultato il 10 agosto 2025.
4. ↑  Ai sensi dell'art. 5 del regolamento della competizione, cfr.  Comunicato ufficiale n. 16 dell'11 agosto 2025 (PDF), su img.legaseriea.it, 11 agosto 2025. URL consultato l'11 agosto 2025.